# Ле-Вьё-Марше
Ле-Вьё-Марше́ (фр. Le Vieux-Marché, брет. Ar C'houerc'had) — коммуна во Франции, находится в регионе Бретань. Департамент — Кот-д’Армор. Входит в состав кантона Плестен-ле-Грев. Округ коммуны — Ланьон.
Код INSEE коммуны — 22387.

## География
Коммуна расположена приблизительно в 430 км к западу от Парижа, в 145 км северо-западнее Ренна, в 55 км к западу от Сен-Бриё.

## Население
Население коммуны на 2016 год составляло 1 339 человек.
| 1962 | 1968 | 1975 | 1982 | 1990 | 1999 | 2008 | 2016 |
| ---- | ---- | ---- | ---- | ---- | ---- | ---- | ---- |
| 1528 | 1469 | 1421 | 1289 | 1187 | 1109 | 1205 | 1339 |

## Администрация
| Период | Период | Фамилия      | Партия                  | Примечания |
| ------ | ------ | ------------ | ----------------------- | ---------- |
| 1977   | 2008   | Мишель Дизе  | Социалистическая партия |            |
| 2008   |        | Жерар Кернек | Левый фронт             | пенсионер  |

## Экономика
В 2007 году среди 713 человек в трудоспособном возрасте (15—64 лет) 503 были экономически активными, 210 — неактивными (показатель активности — 70,5 %, в 1999 году было 66,4 %). Из 503 активных работали 455 человек (244 мужчины и 211 женщин), безработных было 48 (19 мужчин и 29 женщин). Среди 210 неактивных 45 человек были учениками или студентами, 110 — пенсионерами, 55 были неактивными по другим причинам.

## Достопримечательности
- Церковь Нотр-Дам (XVI век). Исторический памятник с 1927 года[3]
- Часовня и крест Троицы (XVII век). Исторический памятник с 1964 года[4]
- Часовня Семи Святых (1703 год). Исторический памятник с 1956 года[5]
- Дом 1671 года в деревне Керго. Исторический памятник с 2003 года[6]
- Дольмен около часовни Семи Святых (эпоха неолита). Исторический памятник с 1889 года[7]

## Фотогалерея

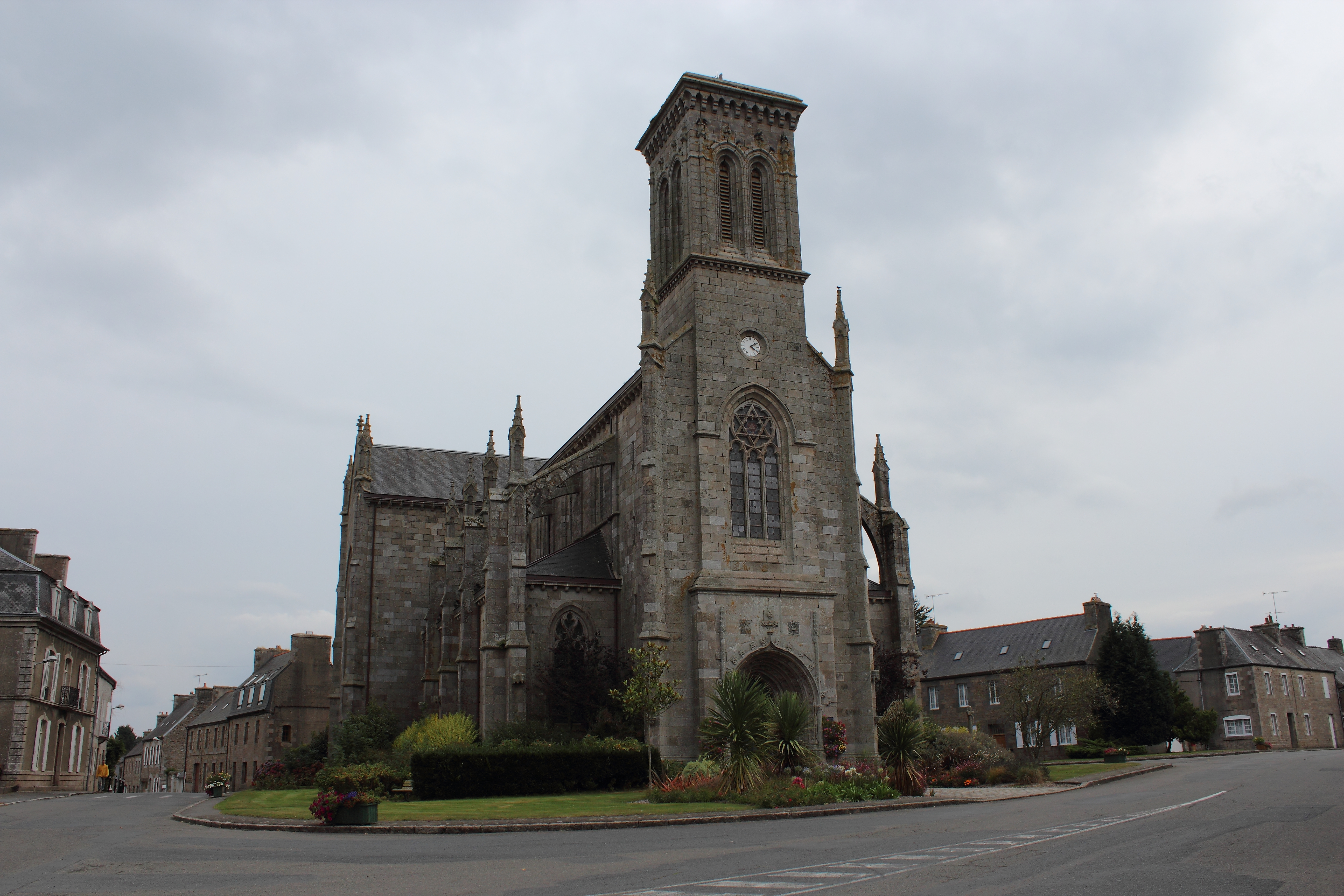
Церковь Нотр-Дам
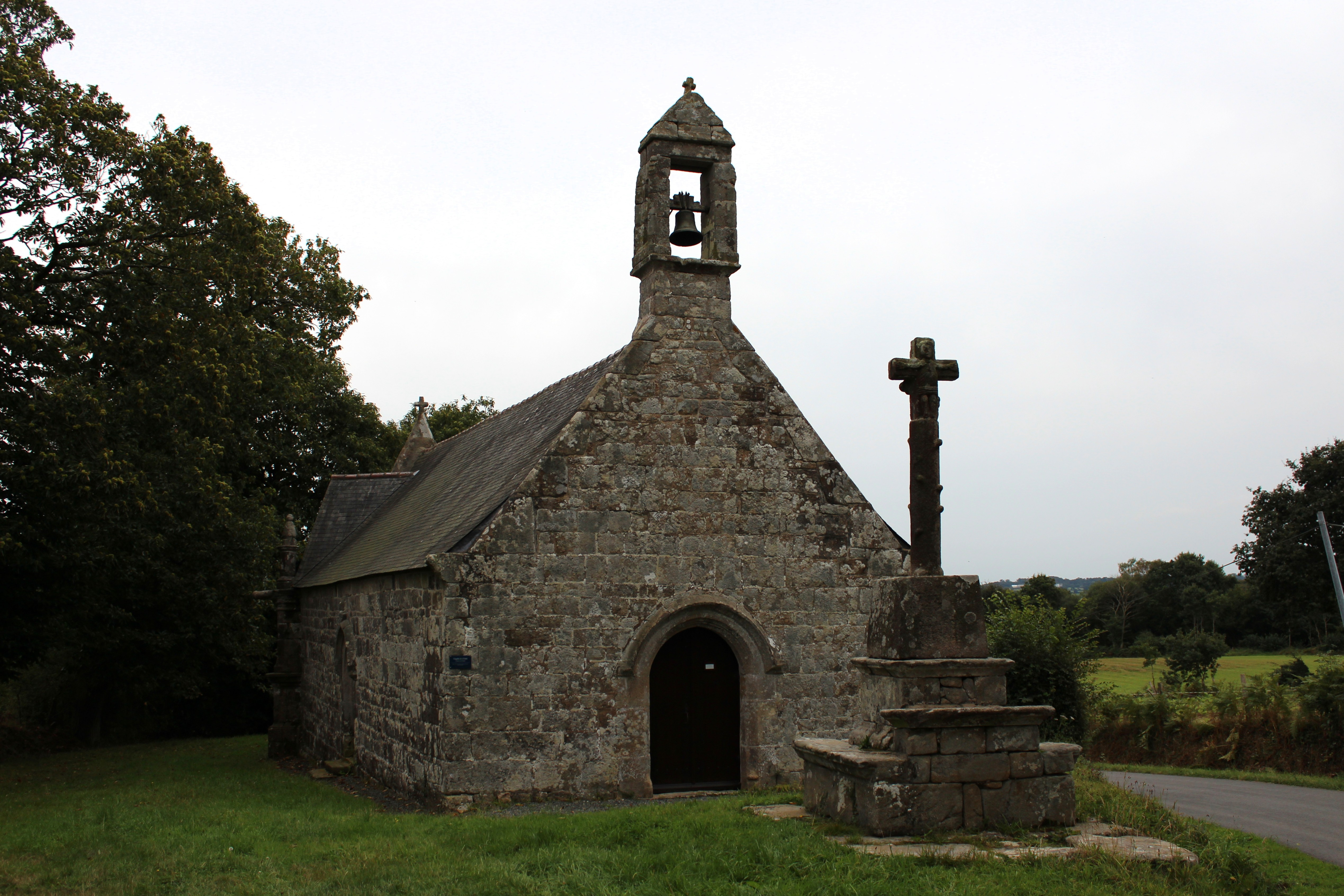
Часовня и крест Троицы
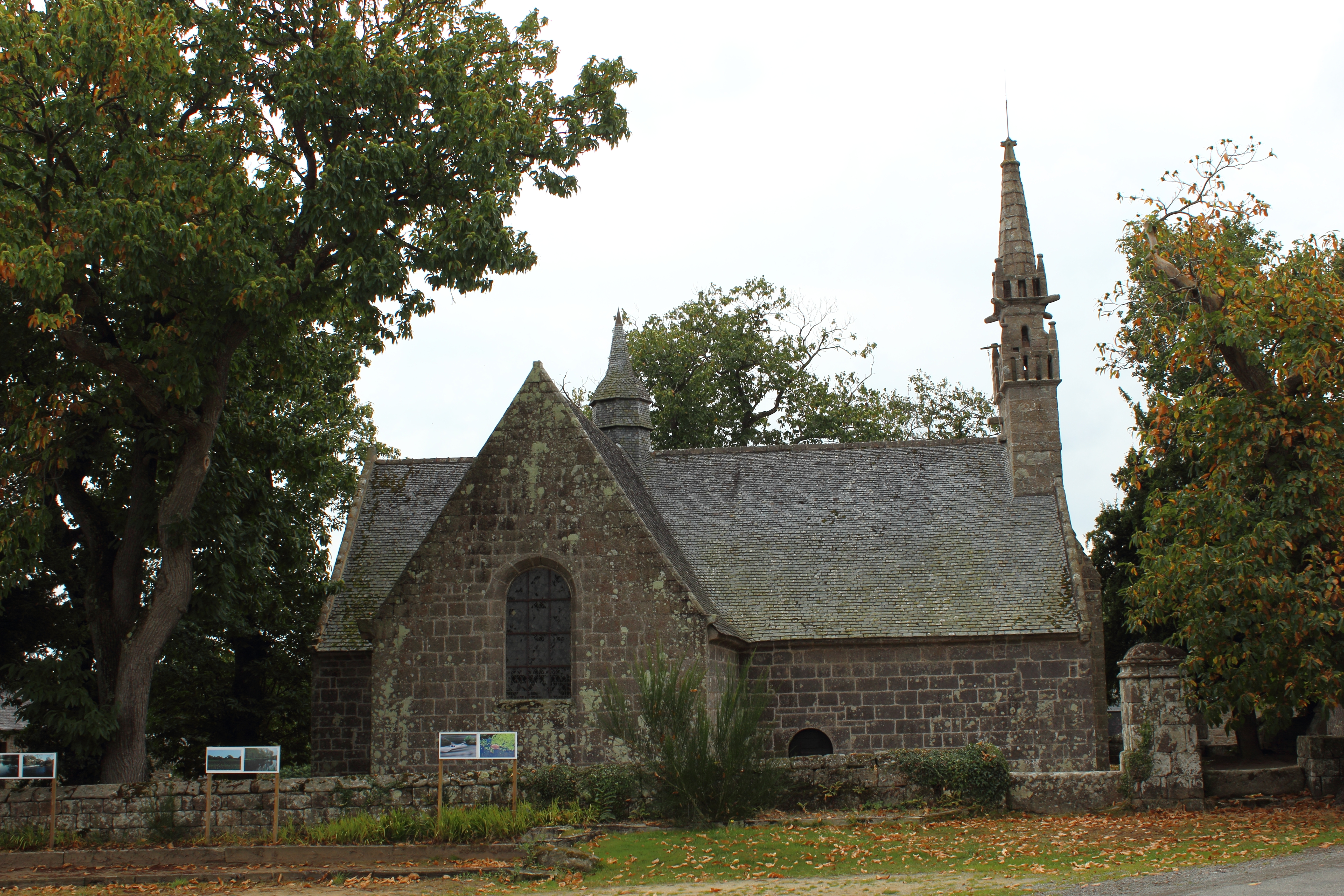
Часовня Семи Святых
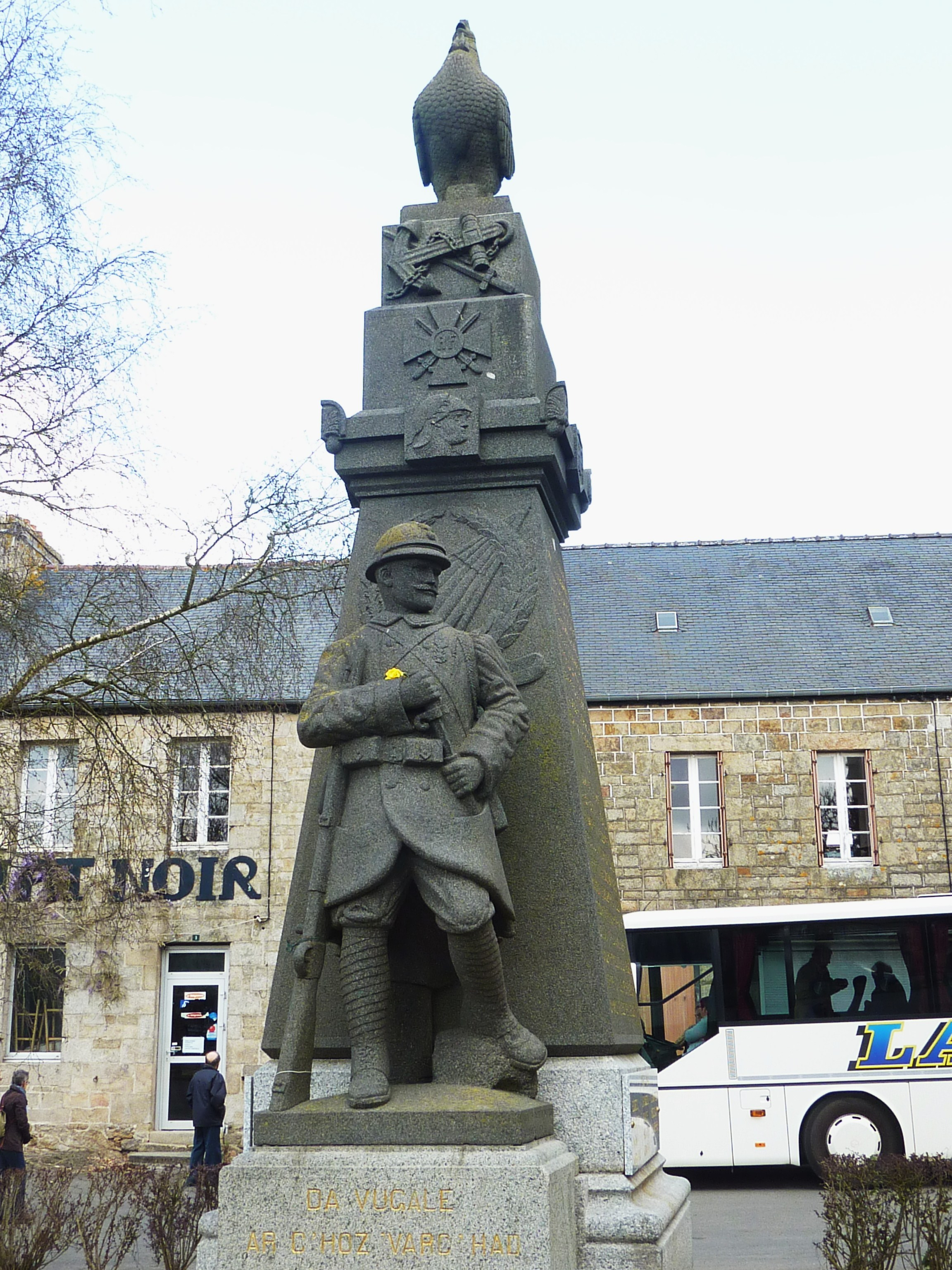
Военный мемориал